# Hombre sin nombre

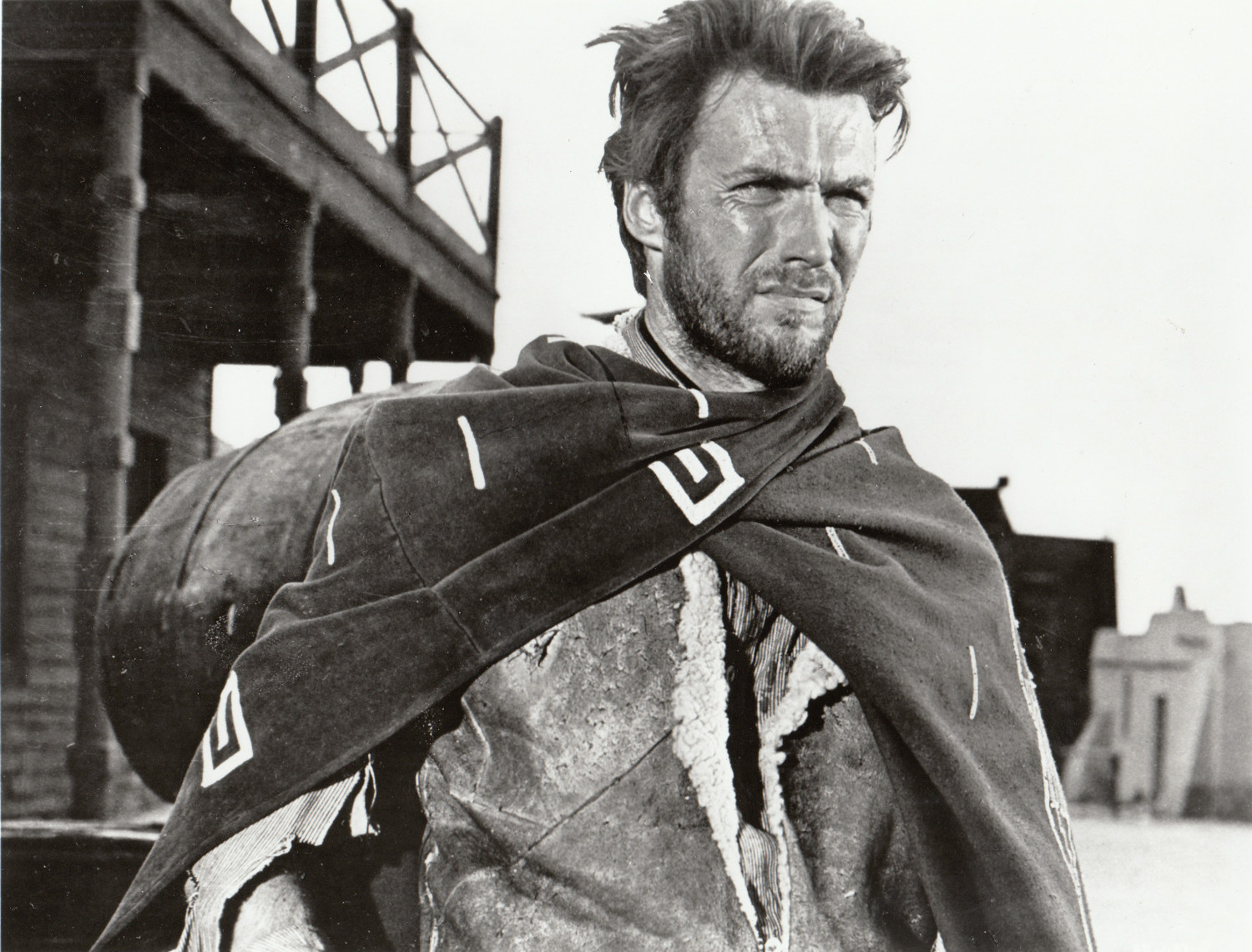
El Hombre sin nombre, interpretado por Clint Eastwood en Por un puñado de dólares (1964).

El Hombre sin nombre (Uomo senza nome en italiano, Man with No Name en inglés) es un personaje recurrente en algunas películas del Oeste, pero que normalmente se utiliza para referirse al papel interpretado por Clint Eastwood en la Trilogía del dólar, del director italiano Sergio Leone. En 2008, la revista Empire eligió al Hombre sin nombre como el 33.º personaje de cine más importante de la historia.

## Apariciones

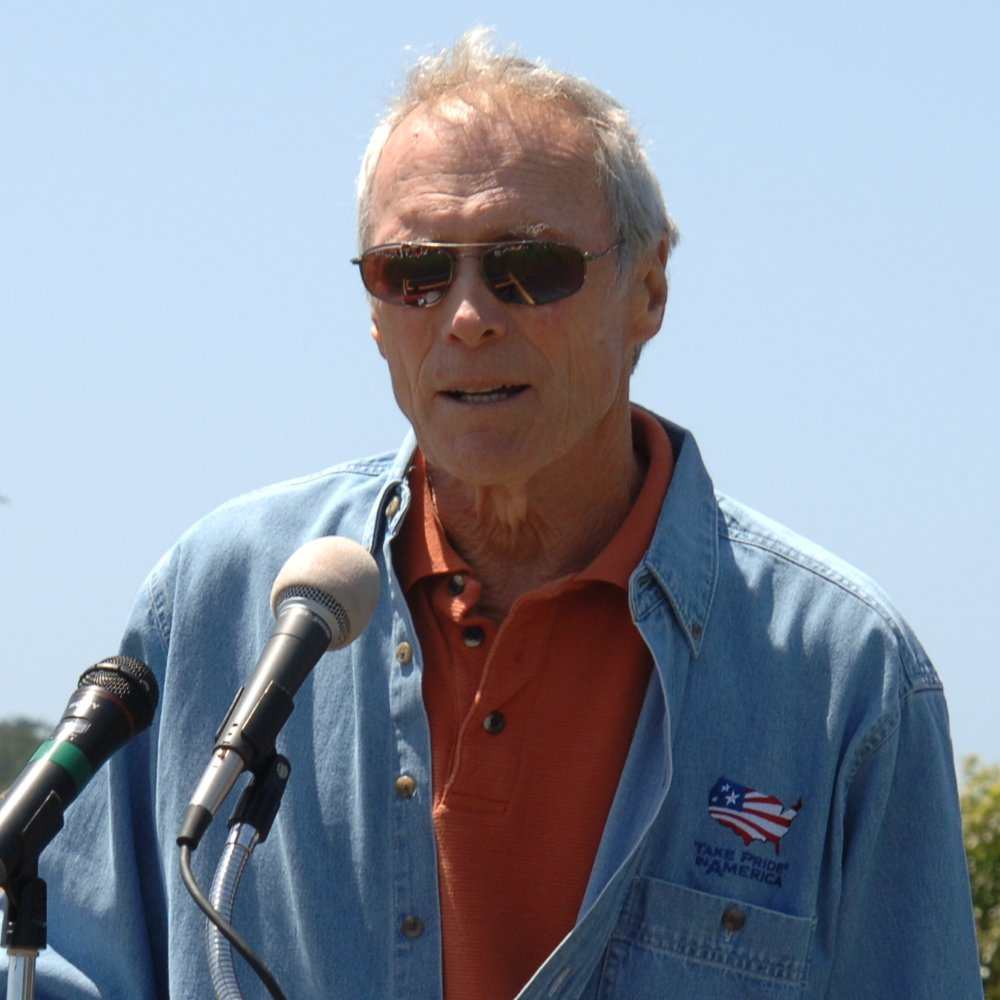
Clint Eastwood en el año 2005.

La primera aparición del Hombre sin nombre fue en la aclamada Por un puñado de dólares, protagonizada por Eastwood en 1964, cinta cuyos excelentes resultados económicos marcaron las líneas básicas de los posteriores eurowésterns. Aparte de la citada Trilogía del dólar, el personaje aparece en otro puñado de películas. Charles Bronson encarna a un uomo senza nome apodado Armónica (Harmonica, en inglés) en la película C'era una volta il West, también de Leone.

### Películas
- Per un pugno di dollari, de Sergio Leone (1964).
- Per qualche dollaro in più, de Sergio Leone (1965).
- Il buono, il brutto, il cattivo, de Sergio Leone (1966).
- Vado... L'ammazzo e torno, de Enzo G. Castellari (1967).
- C'era una volta il West, de Sergio Leone (1968).
- High Plains Drifter, de Clint Eastwood (1972).
- Il mio nome è Nessuno, de Tonino Valerii (1973).
- Pale Rider, de Clint Eastwood (1985).
- Rango, de Gore Verbinski (2011).

## Características e importancia
Los «Hombre sin nombre» de las películas de Leone tienen varias características comunes: son poco habladores, de influencias mestizas (ya sea en el vestir y/o en los rasgos físicos), un carácter extremadamente frío (incluyendo un no disimulado desinterés por la sexualidad) y con un pasado desconocido en menor o mayor medida. Los personajes de Eastwood son cazarrecompensas a quienes únicamente les mueve el interés por el dinero, mientras que al mestizo Armónica de Hasta que llegó su hora solo le interesa la venganza de un crimen del pasado. La total falta de nobleza y de «valores americanos» de estos personajes contrasta con la visión que los propios estadounidenses tienen de la conquista del oeste, la cual suelen ver como uno de los grandes hitos de la historia de la humanidad. Además, el Hombre sin nombre rompe con el estereotipado pistolero anglosajón que se encarga de matar indios y mexicanos: ahora cualquiera podía ser un forajido desalmado, independientemente de su origen étnico o geopolítico. La rotura con el anterior modelo era tal para el público estadounidense, que la cadena ABC produjo un prólogo de cuatro minutos y medio (en el que no aparece Eastwood, sino un doble) para su emisión en televisión, con la intención de dar una justificación moral al personaje.

## Apodos
Ante la ausencia de nombre, los demás personajes se refieren al «Hombre sin nombre» de forma genérica o usando alguna característica física o circunstancial:
- Joe: el enterrador en Por un puñado de dólares le llama así en una de las escenas de la película. No obstante, este no es necesariamente su nombre pues Joe es en inglés una forma sinónima de «muchacho», «tío» o «colega».[5]
- El manco: llamado así porque solo usa su mano derecha para disparar; todo lo demás lo resuelve con su mano izquierda.
- Rubio: traducción al español de Blond o Blondie, que es como Tuco (Elli Wallach) llama a su compañero.
- Armónica: el personaje de Charles Bronson es un hombre que siempre porta una armónica que toca a menudo durante la película.
- Socio: el personaje de Clint Eastwood en La leyenda de la ciudad sin nombre, que solo desvela su nombre al final. En este caso el personaje sí muestra una cierta moral (aunque esta se relaja durante el transcurso de la historia) y también tiene intereses románticos, que no son suficientes para comprometer su amistad con su compañero, llegando al acuerdo de compartir esposa.

Otras denominaciones como «gringo», «predicador» (El jinete pálido) o «forastero» son también utilizadas en otras películas aparte de las de Leone, generalmente dirigidas y protagonizadas por el propio Eastwood. En caso de ser benevolente y no corrupto, se le puede denominar «justiciero del Oeste».